# Gnadochaeta mesensis
Gnadochaeta mesensis là một loài ruồi trong họ Tachinidae.